# Tuttlingen
Tuttlingen è una città tedesca di 37 458 abitanti, situata nel Land del Baden-Württemberg e capoluogo dell'omonimo circondario dal quale dipendono 36 comuni. Di antiche origini celtiche e alemanne, oggi Tuttlingen è prevalentemente un centro industriale. La presenza di circa 600 imprese e laboratori per la fabbricazione di strumenti chirurgici e medici le hanno guadagnato la fama di "Welthauptstadt der Medizintechnik", capitale mondiale della tecnologia medicale.

## Geografia fisica
Tuttlingen si trova nella regione del Danubio superiore e si estende su entrambe le sponde del fiume, ai piedi dell'altura Honberg, riconoscibile dalle due caratteristiche torri. Il punto più alto si trova nella frazione di Eßlingen (969 m s.l.m.) Dal 1970 ha inglobato la cittadina di Mohringen e i comuni di Eßlingen e Nendingen. Il centro maggiore nelle vicinanze di Tuttlingen è Villingen-Schwenningen, circa 30 chilometri a nord-ovest.

## Storia
Si hanno poche notizie certe del primo insediamento celtico e del castrum romano. Bisogna aspettare il 797 perché Tuttlingen sia nominata per la prima volta come possedimento dell'abbazia benedettina di Reichenau, sull'omonima isola di Reichenau (lago di Costanza) e soltanto il 1460 perché diventi un'importante fortezza di frontiera con l'edificazione del forte di Honberg.
Durante la cosiddetta Guerra dei Trent'anni, una serie di conflitti che coinvolsero l'Europa del Seicento, si combatté a lungo attorno a Tuttlingen, avamposto meridionale del ducato di Württemberg, che rimase a lungo sotto il dominio straniero. Nella battaglia di Tuttlingen, il 24 novembre 1643, l'esercito francese venne però sconfitto dalle truppe del Sacro Romano Impero.
Il 1º novembre del 1803 la città di Tuttlingen bruciò quasi interamente. Il centro venne completamente ridisegnato intorno a strade perpendicolari, secondo i principi classicistici dell'epoca, dall'architetto Carl Leonard von Uber.
Durante la seconda guerra mondiale a Tuttlingen si trovavano campi di prigionia e campi di lavoro sfruttati dalla già fiorente industria locale.
Tra il febbraio e il marzo del 1945 la città fu bombardata cinque volte fino all'arrivo, il 21 aprile 1945, dall'esercito francese e all'inclusione nella zona di occupazione tedesca.

## Economia
Aesculap AG e KARL STORZ SE sono le due principali aziende medicali con sede a Tuttlingen.